# NGC 7330
NGC 7330 est une vaste galaxie lenticulaire située dans la constellation du Lézard. Cette galaxie a été découverte par l'astronome français Édouard Stephan en 1869. Sa vitesse par rapport au fond diffus cosmologique est de 4 930 ± 27 km/s, ce qui correspond à une distance de Hubble de 72,7 ± 5,1 Mpc (∼237 millions d'al).

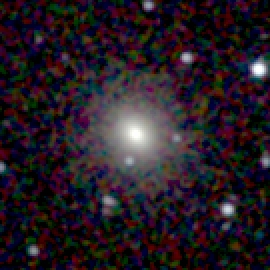
NGC 7330 dans l'infrarouge par le satellite 2MASS.